# 多夫戈韋 (洛佐瓦區)
48°57′16″N 36°24′49″E / 48.95444°N 36.41361°E
多夫霍韋（烏克蘭語：Довгове）是位於烏克蘭東部的村莊，由哈爾科夫州洛佐瓦區的洛佐瓦市鎮負責管轄。該村距離布拉托柳比夫卡3公里，始建於1890年，面積0.42平方公里，海拔高度110米，2001年人口85。